# A méhek védekezése

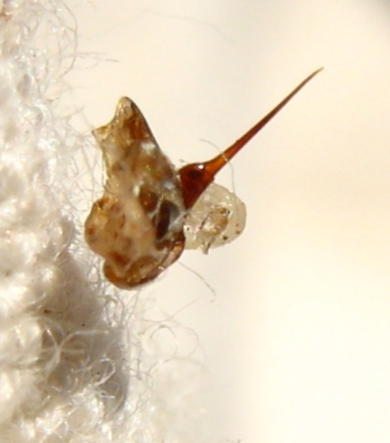
Házi méh fullánkja

A fullánkos méhek fullánkjukkal védekeznek, a fullánktalanok pedig harapnak, vagy a támadó érzékszerveibe (szem, fül, orr, száj) repülnek. A legtöbb faj védekezésként fájdalmat okoz, emiatt a legtöbb ember tart a házi méh fullánkjától.
A méhcsípés különbözik például a szúnyogcsípéstől. A magyar köznyelv több más nyelvhez (angol, német) hasonlóan nem különbözteti meg a kettőt, pedig a csípés célja is, és módja is különböző. A méhészek emiatt méhszúrásról beszélnek, és helytelennek tartják, ha a többi ember csípésről beszél, mivel a méhek a fullánkjukat használják, és nem táplálkozás, hanem védekezés céljából okoznak fájdalmat.
A fullánkos rovarok szúrásukkal mérget juttatnak be, amely méreg fajonként különböző. A hangyák mérge hangyasavat tartalmaz, a méhméregben viszont a közhiedelemmel ellentétben nincs hangyasav. A méhek és a darazsak mérgének a kémhatása is eltér. Az allergia minden szúrást halálossá tehet az anafilaxiás sokk miatt.
A legagresszívabb fullánkos rovarok a valódi darazsak; de nem a darazsak általában. Ok nélkül azonban ők sem támadnak, mivel a fészküket védik. A szúrás feromonokat is felszabadít, ami riasztja a fajtársakat; így egy csípést több is követhet.

## A fullánk

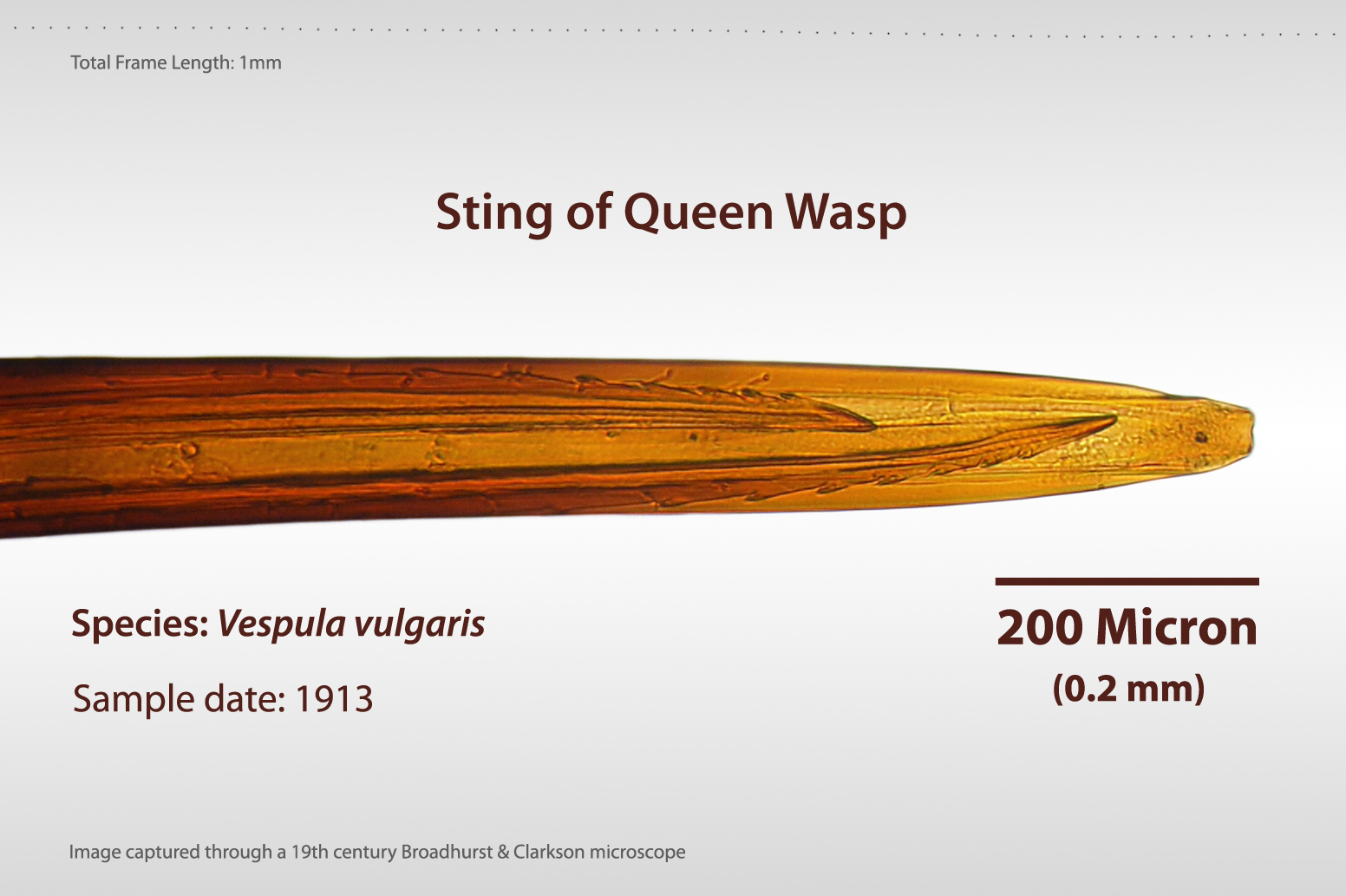
Darázsanya fullánkjának mikroszkópos képe

A fullánk összetett szerv. Eredeti célja tojócső, de ez módosult védekezés céljára. A bőrbe hatoló szurony három fűrészes tőrből áll, amelyek úgy illeszkednek egymáshoz, hogy köztük elfolyhasson a méreg. A szuronyokon fűrészfogak találhatók; ezek nem akadályozzák a fullánk kihúzását, ha az kitinpáncélba szúr. Az elasztikus bőr átdöfése azonban a házi méh dolgozójának pusztulását okozza, mivel a fullánk kiszakad, és viszi magával a bélrendszer egy részét is. Az apiterápiában azonban ki tudják úgy emelni a méhet, hogy ne veszítse el fullánkját és vele az életét is. Csak a házi méh dolgozója nem tudja kihúzni a bőrből a fullánkját; a poszméhek, és a magányos méhfajok fullánkja sima, így a darazsakhoz hasonlóan több szúrást is le tudnak adni. Az anya, más méhfajok és a darazsak kihúzzák, mert az ő fullánkjuk kevésbé fogazott, bár a méhanyák inkább elrepülnek, vagy testőreikre bízzák a védekezést. Az anyák többnyire csak egymás ellen használják fullánkjukat. A méhészt akkor szúrhatja meg egy anya, ha tenyésztőként több anyát is neveltet, és a kezére került az anyatermékből.

## Folyamata

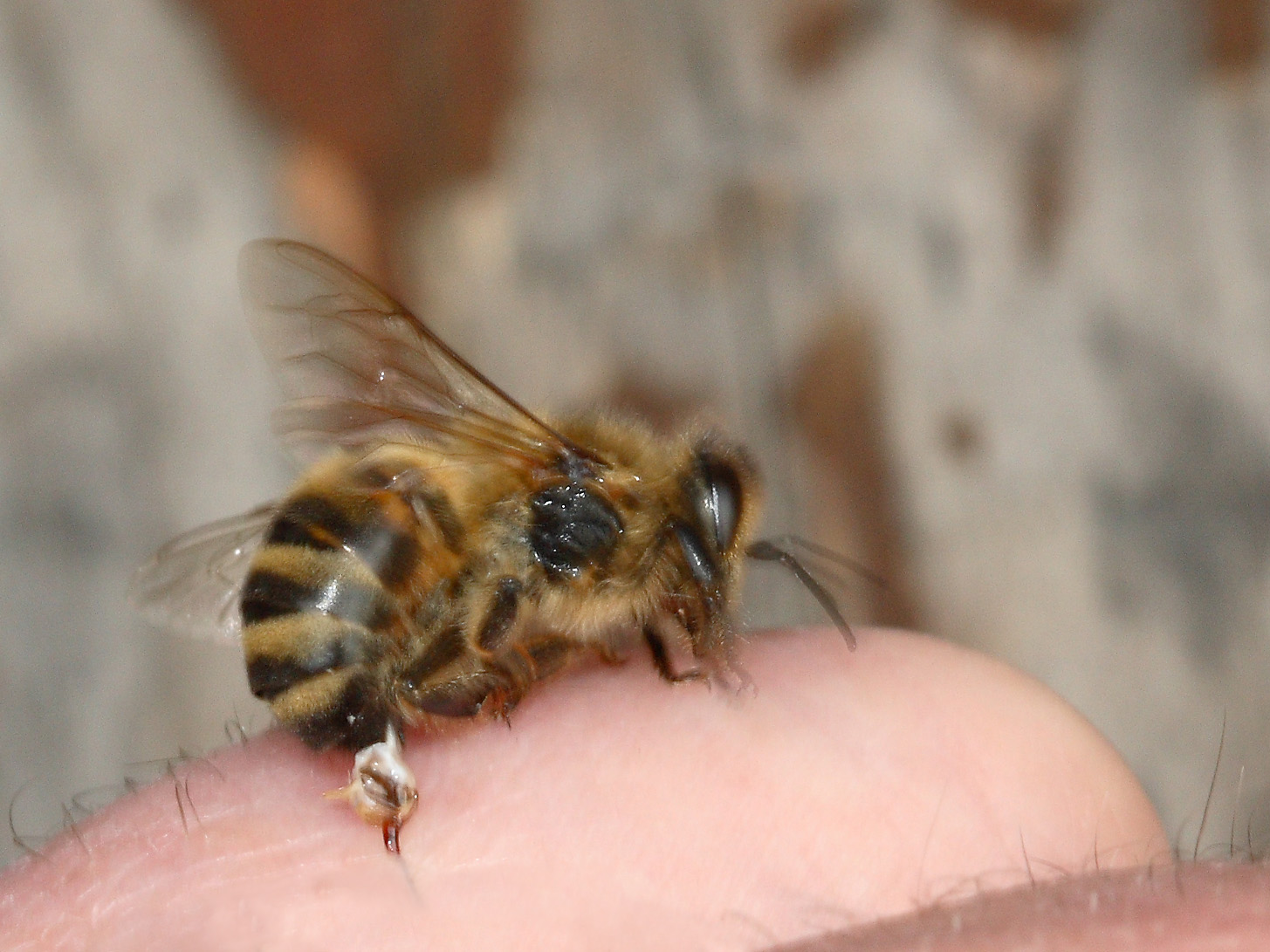
Házi méh szúrása. A fullánk a sebben marad

A virágport vagy nektárt gyűjtő méh ritkán szúr. Csak akkor, ha rálépnek, szétnyomják vagy megszorítják; mielőtt még amúgy is elpusztulna, fájdalmat okoz támadójának. Ilyenkor a teljes folyamat felgyorsul. A méhek csak akkor keresik aktívan a támadót, ha az a kaptárra támad. Egyes agresszívabb alfajok már a kaptár megközelítésekor riasztanak, békésebb alfajok csak akkor zúdulnak fel, ha a méhész túl sokáig matat a kaptárban. Ilyenkor addig támadnak, amíg a támadó a közelben van, vagy amíg el nem pusztul. A feromon nem mosódik le könnyen. Ha a támadó víz alá menekül, akkor a méhek újra elkezdhetik támadni, ha a felszínre jön.

## Kezelése

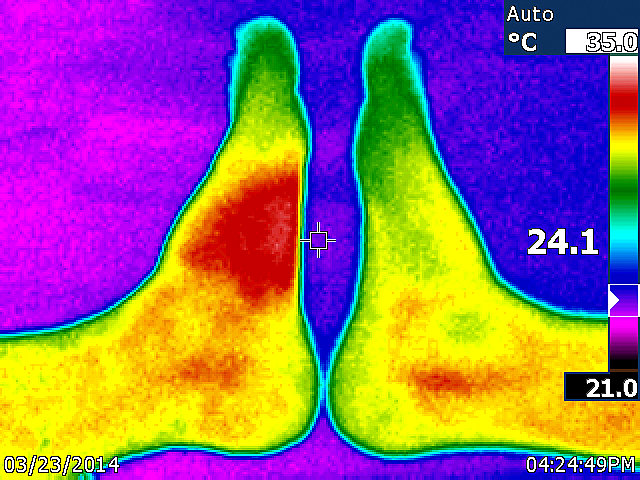
A kép bal oldalán a méh szúrása 4 Celsius-fokos hőmérséklet-emelkedést idézett elő a szúrás után 28 órával. A legmelegebb zóna telített pirossal

A fájdalom legnagyobb részéért a méhméreg fő komponense, a melittin felel, de hozzájárul a hisztamin és több más amin is, amelyek viszketést is okoznak.  A méhméreggel fájdalmas betegségeket, például ízületi gyulladást kezelnek. A melittin erősen savas, így a méhméreg is savas. Gyakran ajánlják a semlegesítését, de mivel a méreg mélyen a bőr szöveteibe jut, ezért semlegesítésre nem sok lehetőség van. A bejuttatott méreg mennyisége egy csípéssel 5 és 50 mikrogramm közötti, így a lúgot többnyire túl is adagolják.
A kezeléshez mielőbb el kell távolítani a fullánkot. Azonban vigyázni kell, nehogy megnyomjuk, mert azzal bejuttatjuk a mérget a sebbe. Legjobb kipöckölni, hogy ne érje nyomás a méreghólyagot. Minél több idő telik el, annál mélyebbre jut a fullánk, és annál több mérget juttat be a testbe; még a másodpercek is számítanak. A fájdalom és a duzzanat csökkenthető ecettel és hideg borogatással. A benzocain tartalmú fájdalomcsillapítók elmulasztják a fájdalmat, és a mentol hatékony a viszketés ellen. A hagyományos módszerek az ecet mellett a következőket ajánlják: dohány, só, szódabikarbóna, papain, fogkrém, agyag, hagyma, fokhagyma, vizelet, rézérme vagy aszpirin. Ajánlják az ammóniát tartalmazó folyadékok használatát is, például az ablaktisztítót. Sokan úgy érzik, hogy a házi módszerek segítenek, de kétséges, hogy valójában mennyire használnak, vagy akár nem ártanak-e. Egy kutatásban összehasonlították az aszpirint jeges pakolással és a jeges pakolást aszpirin nélkül. Úgy találták, hogy az aszpirin nem mulasztotta el a fájdalmat, és növelte a pirosodás időtartamát. A végeredmény szerint a jeges pakolás magában jobb, mint aszpirinnel.
A szúrás helye órákig fáj és viszket. A vakarása csak növeli a duzzanatot és a viszketést. A duzzanat és a viszketés akár egy hétig is eltarthat. Ha a duzzanat még egy hét után is fennáll, vagy átmérője meghaladja a  7–10 cm-t, akkor orvosi segítséget kell kérni. Az orvosok gyakran tetanusz elleni oltást javasolnak. Az emberek két százaléka valamelyik szúrás után érzékenyebbé válik, ami hevesebb reakciót okoz a következő szúrások után. Az arra allergiásoknál a szúrás anafilaxiás sokkot okoz, ami életveszélyes lehet; adrenalint kell beadni, és mentőt kell hívni. Az allergia ellen hatásos, ha kisebb adagokkal kezdve, és az adagot növelve érzéketlenítik a beteget. Ha ez nem követklezik be náluk, akkor a méhészek egy idő után kevésbé lesznek érzékenyek, de az idős méhész újra érzékenyebb lehet.

## Megelőzése
Megelőzéshez az érzékenyebb testrészeket, például a fejet védeni kell, különösen méhészkedéshez. A kesztyű használata megosztja a méhészeket; van, aki használja, más nem, mert akkor kevésbé ügyes. Készülhet gumiból, bőrből, viaszos vászonból vagy vastag, két rétegű vászonból. Kevésbé akadályozza a munkát, ha ujjainak végét levágják. Örösi a könnyű kalapra rögzített arcvédőt ajánlja. Magyarországon vívósisakhoz hasonló méhészsisakot árulnak, ezt kevésbé tartja megfelelőnek. A méhészkalap jobbá tehető, ha a fátyol fekete, és merevítő drótot fűznek bele olyan magasan, hogy a látást ne zavarja.
Az őskor óta ismert, hogy a méhek kevésbé hajlamosak szúrni, ha füstös a levegő; az erősen füstös levegő viszont újra szúrásra ingerelhet. A dohányosok pipával vagy cigarettával is elvégeznek kisebb munkát a méhesben. A pipát úgy kell kezelni, hogy alulról felfelé égjen; ezt úgy érik el, hogy az első adag dohány után hamarosan hozzáadják a következő adagot. Aki nem dohányzik, az ezekhez a munkákhoz is begyújtja a füstölőt. A jó füstölőszer nem alszik ki könnyen, olcsó, nem veszélyes a méhekre és nem mellesleg jól ég. Gyékénybuzogány, korhadt nyárfa, taplógomba, széna, aprított kukoricacsutka, széna, ócska vászonzsák, napraforgó tányérjának taplós belső része.
Ritkábban karbolos rongyot vagy vízpermetet is használnak. Ezek csak a kaptárban levő méhek megfékezésére alkalmasak. A permetezőnek finom cseppekben kell szórnia a vizet. A karbolos kendő csak felső kezelésű kaptárhoz jó. Ecetes rongyot is használnak.

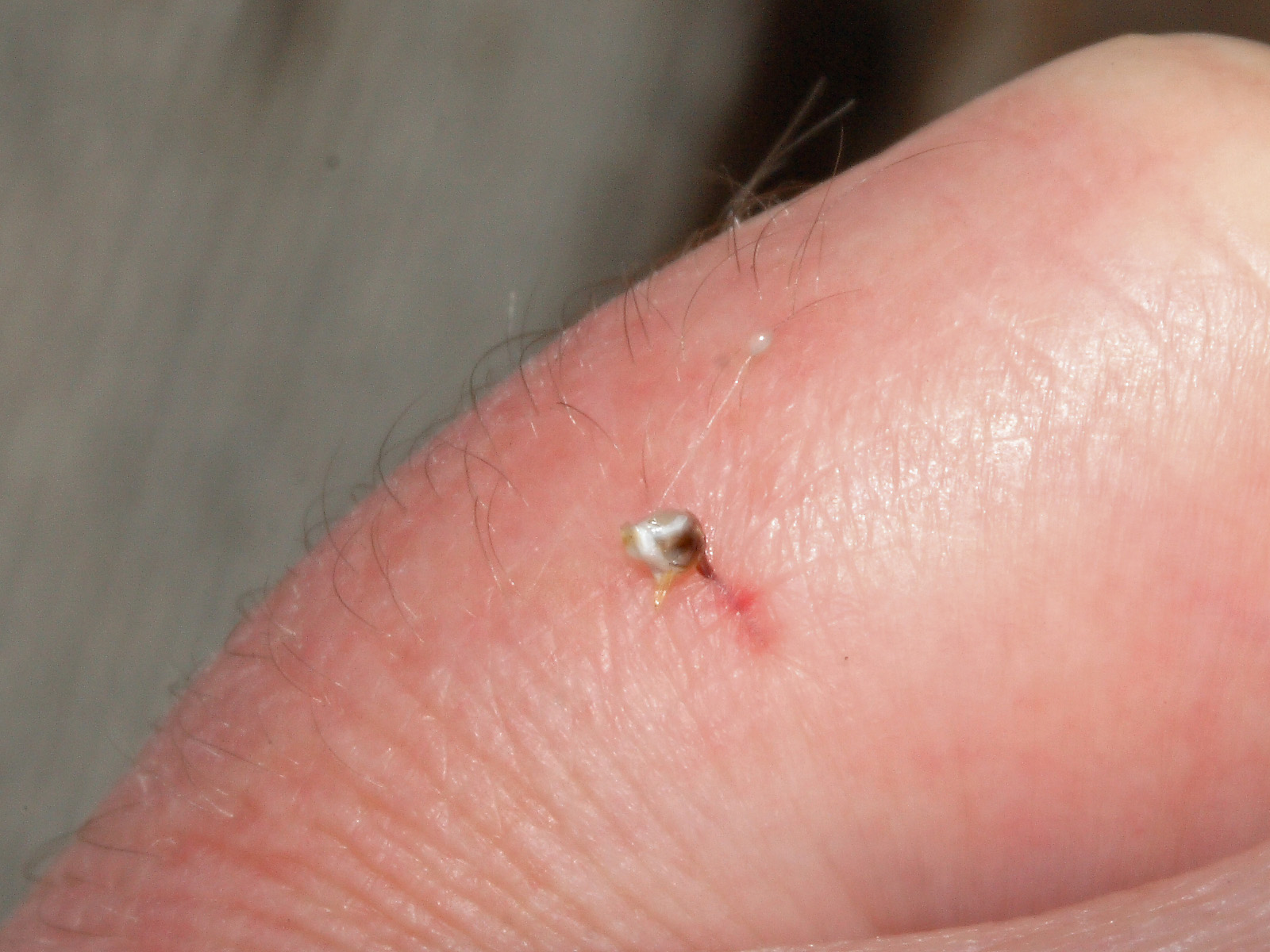
2 perc múlva
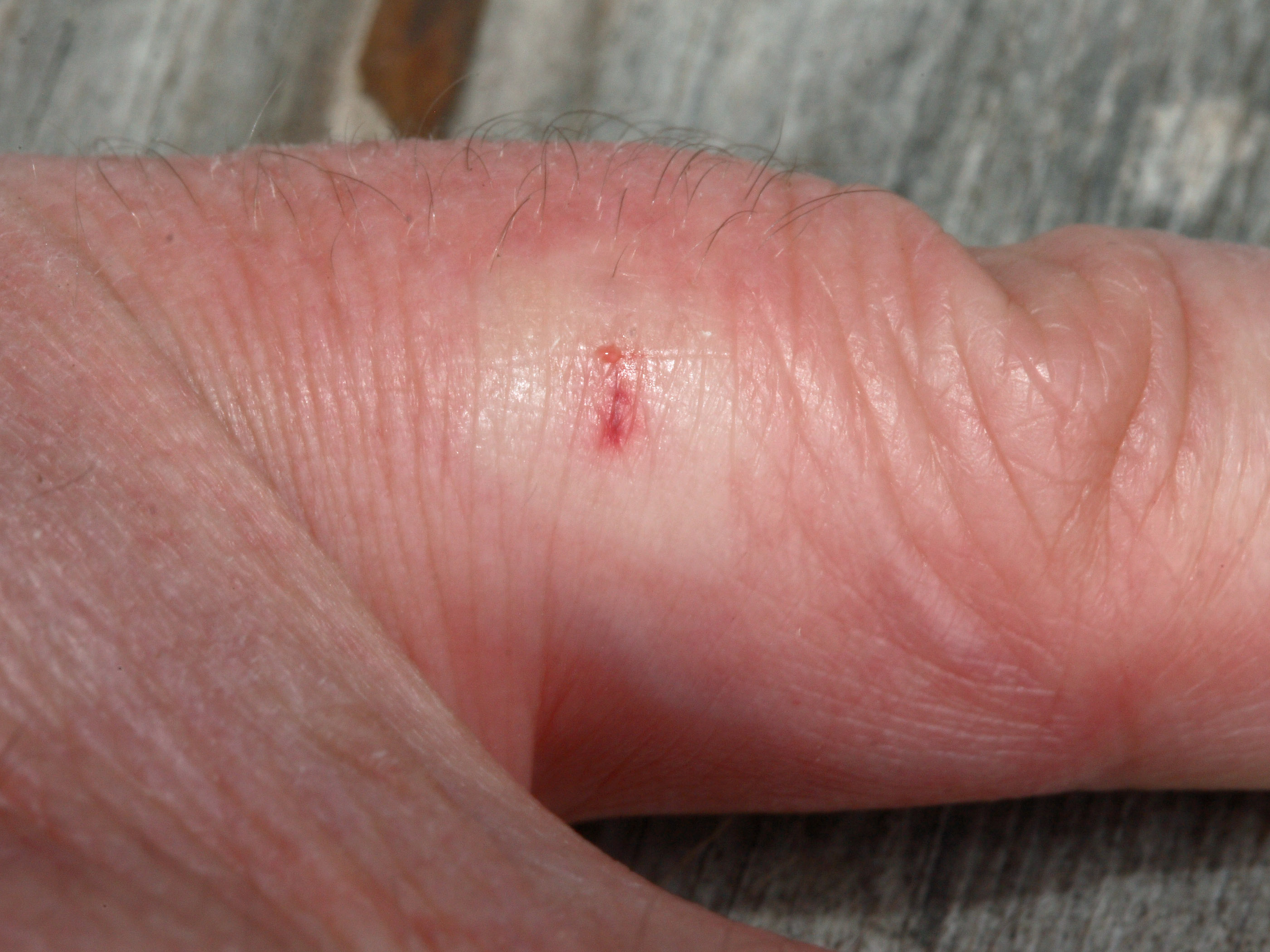
6 perc múlva, a fullánk eltávolítása után
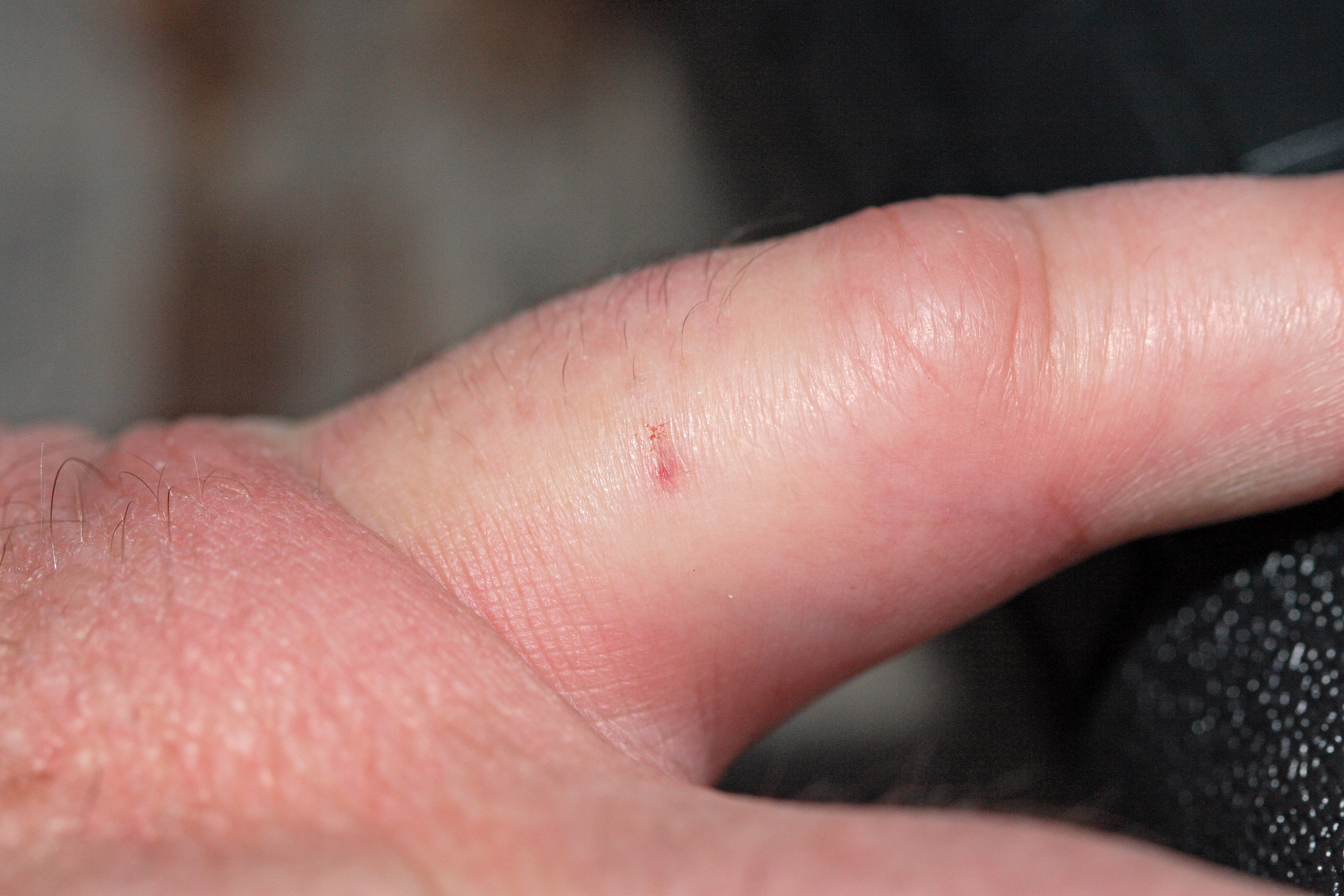
27 perc múlva
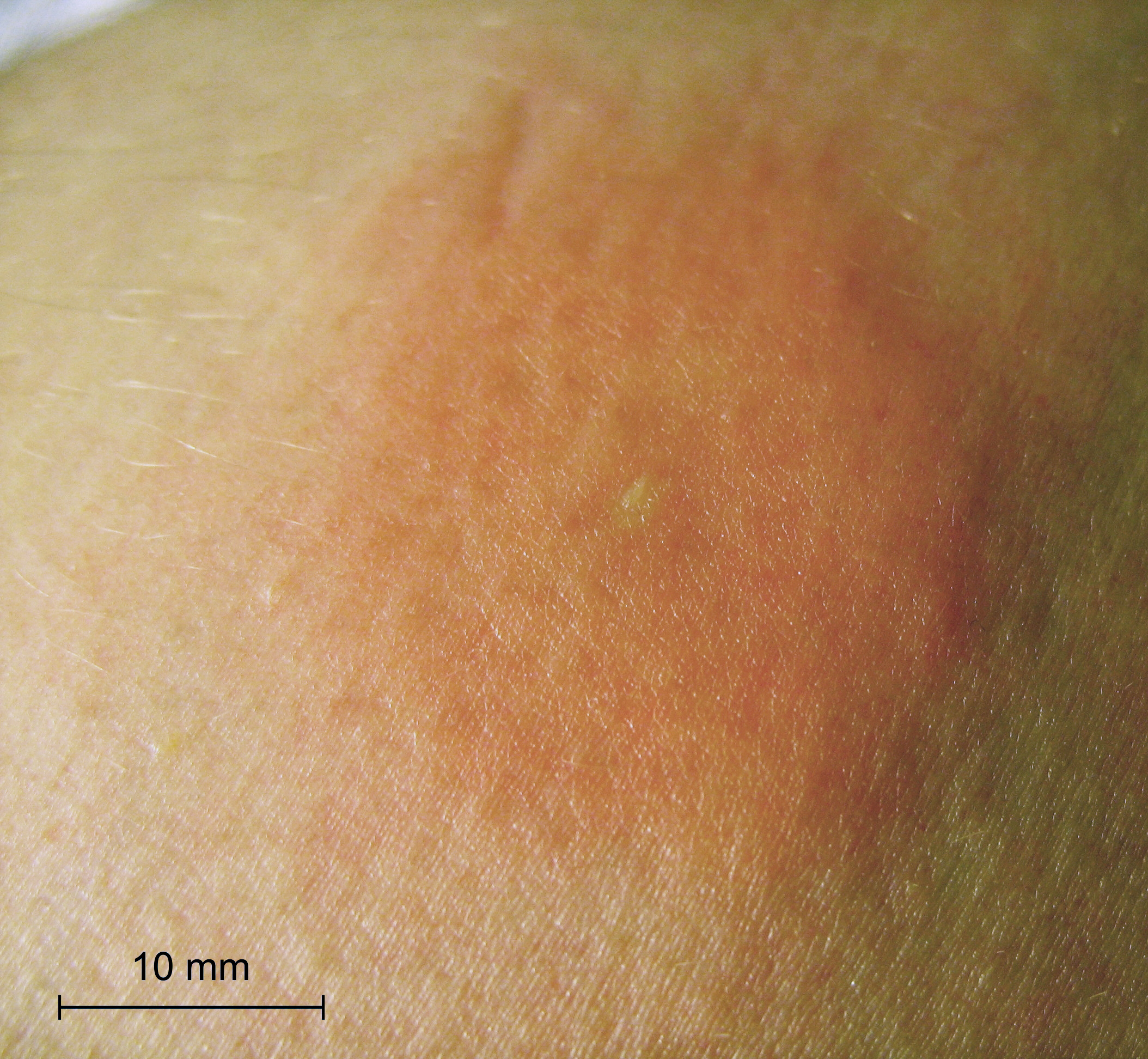
1 nap múlva